# Aad de Mos
Aad de Mos (L'Aia, 27 marzo 1947) è un allenatore di calcio olandese.

## Palmarès

### Allenatore

#### Competizioni nazionali
- Campionato olandese: 2

Ajax: 1982-1983, 1984-1985
- Coppa dei Paesi Bassi: 1

Ajax: 1982-1983
- Campionato belga: 2

Malines: 1988-1989
Anderlecht: 1990-1991
- Coppa del Belgio: 1

Malines: 1986-1987
- Seconda Divisione belga: 1

Malines: 2001-2002

#### Competizioni internazionali
- Coppa delle Coppe: 1

Malines: 1987-88
- Supercoppa UEFA: 1

Malines: 1988